# 和平宣言
《和平宣言》，為台灣作家楊逵於1949年發表的宣言。
1949年1月楊逵執筆的《和平宣言》，被《大公報》轉載，觸怒臺灣省主席陳誠。而在四六事件時，亦遭到逮捕，經軍法審判判處12年有期徒刑，至1961年才自綠島獲釋，這也是楊逵一生中最長的一次牢獄之災。
《和平宣言》的內容，除了建議釋放一切政治犯被捕的人民之外，同時也主張以和平的方式解決當時的第二次国共内战。

## 全文
陳誠主席在就任的記者招待會宣布：以人民的意志為意志，以人民的利益為利益。這是我們以為是正確的。但是人民的意志是什麼呢？需要從人民心坎找出的，不能憑主觀決定。
據吾人所悉，現在國內戰亂已經臨到和平的重要關頭，台灣雖然比較任何省份安定，沒有戰、亦沒有亂，但誰都在關心著這局面的發展。究其原因，就是深恐戰亂蔓延到這塊乾淨土，使其不被捲入戰亂，好好的保持元氣，從事復興。我們相信台灣可能成為一個和平建設的示範區。
可是和平建設不是輕易可以獲致的，須要大家協力推進：  
第一，請社會各方面一致協力消滅所謂獨立以及託管的一切企圖，避免類似「二二八」事件重演；  
第二，請政府從速準備還政於民，確切保障人民的言論、集會、結社出版、思想、信仰的自由；  
第三，請政府釋放一切政治犯，停止政治性的捕人，保証各黨派依政黨政治的常軌公開活動，共謀和平建設，不要逼他們走上梁山；  
第四，增加生產，合理分配，打破經濟上不平等的畸型現象；  
第五，遵照國父遺教，由下而上實施地方自治。
為使人民意志不被包辦，各地公正人士須要從速組織地方自治促進會、人權保証委員會、動員廣大人民，監視不法行為與整肅不法份子。
我們相信，以台灣文化界的理性結合，人民的愛國熱情，就可以泯滅省內省外無謂的隔閡。我們更相信：省內省外文化界的開誠合作，才得保持這片乾淨土，使台灣建設上軌，成個樂園。因此，我們希望，不要再重武裝來刺激台灣的民心，造成恐懼局面，把此一比較安定乾淨土以戰亂而毀滅。
我們的口號是：  
(一)清白的文化工作者一致團結起來！  
(二)呼籲社會各方為人民的利益而奮鬥。  
(三)防止任何戰爭波及本省。  
(四)監督政府還政於民，和平建國！

## 外部連結
- 楊逵東海花園，和平宣言(1949)（页面存档备份，存于） - 台中大肚山東海花園，楊逵墓園刻的「和平宣言」照片

1. ↑  .   [2016-11-01]. （原始内容存档于2020-11-23）.